# Авдо Карабеговић Халидбегов
Авдо Карабеговић Халидбегов или Авдо Карабеговић (Модрича, 25. август 1878 — Лозница, 18. децембар 1908) је био српски песник и национални радник из Босне и Херцеговине.

## Биографија
Карабеговић је рођен у Модричи граду на северу Босне у богатој беговској породици, која се из Будимпеште иселила у Босну. У Модричи је завршио мектеб. Његов отац Халид умро је 1893. године, а његова мајка Фатима (Мустајбеговић) преминула је 1896. године. Након смрти мајке, Авдо се сам бринуо за свог брата и две сестре.
Песника не треба мешати са његовим рођаком Авдом Карабеговићем Хасанбеговим (Модрича, 1878 — Модрича, 20. децембар 1900).
Авдо Карабеговић и Осман Ђикић били су међу носиоцима српске идеје у Босни код Срба-мухамеданаца.
Године 1898. јавља се Авдо Карабеговић у » Босанској Вили  « са песмама Црној Гори и њеном јунаштву; пева Бранку Радичевићу, Марку Краљевићу, В. Караџићу, »Вијенцу«, српском православном певачком друштву у Брчком. А. Карабеговић јавља се са песмом »Косовкиња« у којој жали за братском неслогом. 1907. Авдо Карабеговић шаље посланицу Шевкији Глухићу у којој га подсећа на некад славну српску историју.
За живота, објавио је две збирке песама: Побратимство (заједно са О. Сулејманпашићем Скопљаком и О. Ђикићем)у Београду 1900, и Пјесме, такође у Београду 1905. године.
Међу песмама нарочито циклус љубавних песама Са источног Парнаса и његове Емире. У изузетне стихове убрајају се песме попут Ђул Бејазо, Ђул мирише, Доћу ти драга, доћи, Месечина.
Писао је у Босанској Вили, Зори, Правди, Београдским новинама, Бранковом колу, Делу. Авдо је припадао нарочитој плејади српских романтичара, занесених лирских и националних песника.
Умро је од туберкулозе у Лозници, а сахрањен је у Београду. Посмртни говор одржао је Бранислав Нушић.